# کمربند کویپر

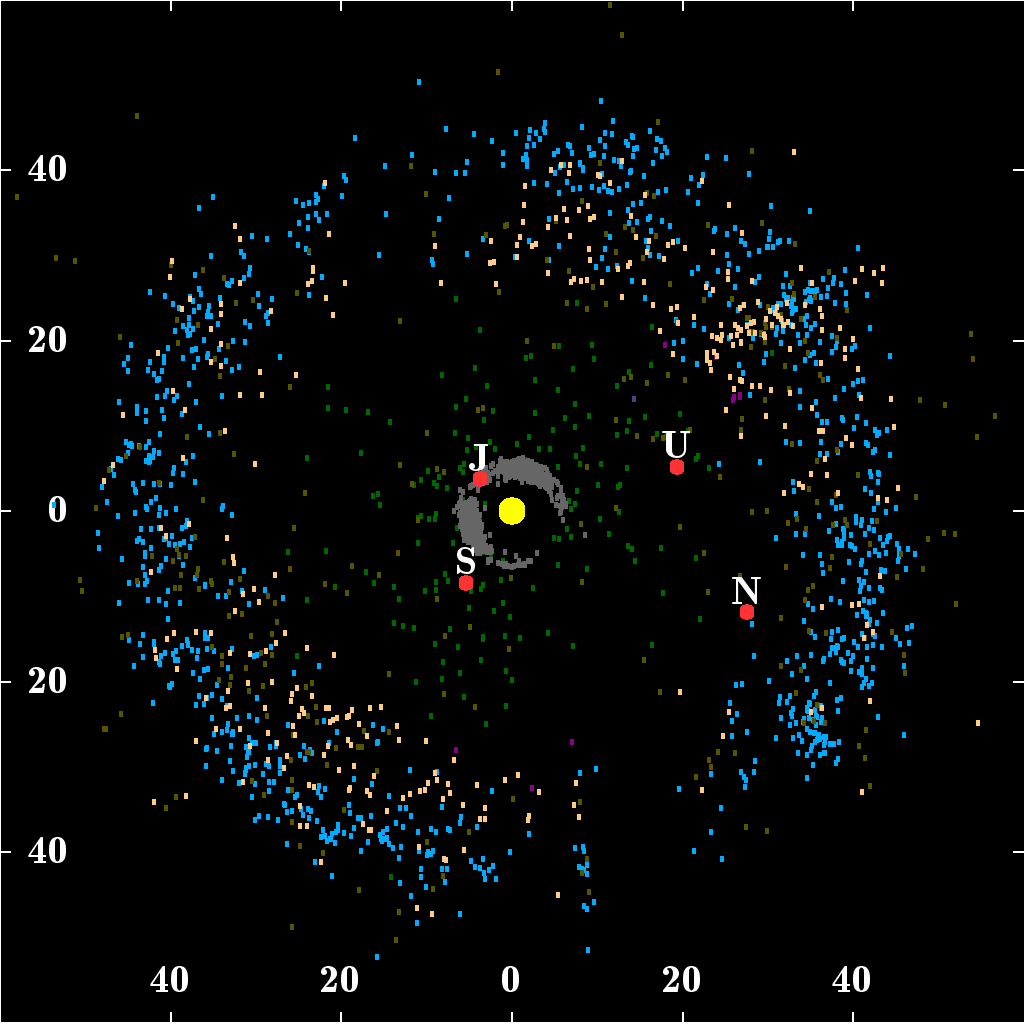
نمایش جرم‌های کمربند کویپر جایگاه‌های شناخته شده در قسمت بیرونی سامانهٔ خورشیدی در فاصلهٔ ۶۰ واحد نجومی از خورشید. مبدأ از تاریخ ۱ ژانویه ۲۰۱۵. آبی کمربند کویپر، نارنجی دیسک‌های پراکنده، سبز سانتور (ریزسیاره)، خاکستری تروجان‌های مشتری، قرمز غول‌های گازی

کمربند کویپر، (به انگلیسی: Kuiper Belt)،عملا در سال ۱۹۳۰ از سوی اخترشناسی به نام ف.ک.لئونارد به صورت نظریه مطرح شد.اما نام گذاری این نظریه به شکل فوق به افتخار جرارد کویپر، اخترشناس هلندی‌تبار،شاغل در آمریکا انجام شد.وی بر پایهٔ مدار برخی از دنباله‌دارهای شناخته‌شده و وجود اجرامی مانند سیارهٔ کوتولهٔ پلوتون باور داشت که کمربندی از اجرام دنباله دار مانند در ورای مدار نپتون وجود دارند. ۲۰ سال پس از مرگ او نخستین جرم کمربند کویپر در فاصله ۴۲ واحد نجومی از خورشید شناخته شد. این جرم به قطر ۲۴۰ کیلومتر با نام ۱۹۹۲QB۱ نامگذاری شد.
از آن زمان تاکنون بیش از ۸۰۰ جرم دیگر در کمربند کویپر یافته شده‌است. گمان می‌شود حداقل ۳۵۰۰۰ جهان یخ زده با قطری بیش از ۱۰۰ کیلومتر در این منطقه وجود داشته باشند و شاید ده‌ها بار بیش از این، اجرام کوچک‌تری در کمربند کویپر پنهان از دید ما باشند. کل جرم موجود در کمربند کویپر باید چند صد برابر جرم موجود در کمربند سیارک‌ها که در میان مدار مریخ و مشتری است باشد.
کمربند کویپر منشأ اصلی دیسک پراکنده است که خاستگاه ریزسیاره‌ها و جسم فرانپتونی است. از جمله اجسامی که در این کمربند هستند می‌توان اریس و پلوتون را نام برد. به استثنای سرس، تمام سیاره‌های کوتوله در کمربند کویپر قرار دارند. ریشه این کلمه هلندی است با تلفظ کایپر، اما خود جرارد کویپر که دانشمندی هلندی آمریکایی بود ترجیح می‌داد این کلمه با تلفظ آمریکایی، کویپر خوانده شود.)

## نگارخانه

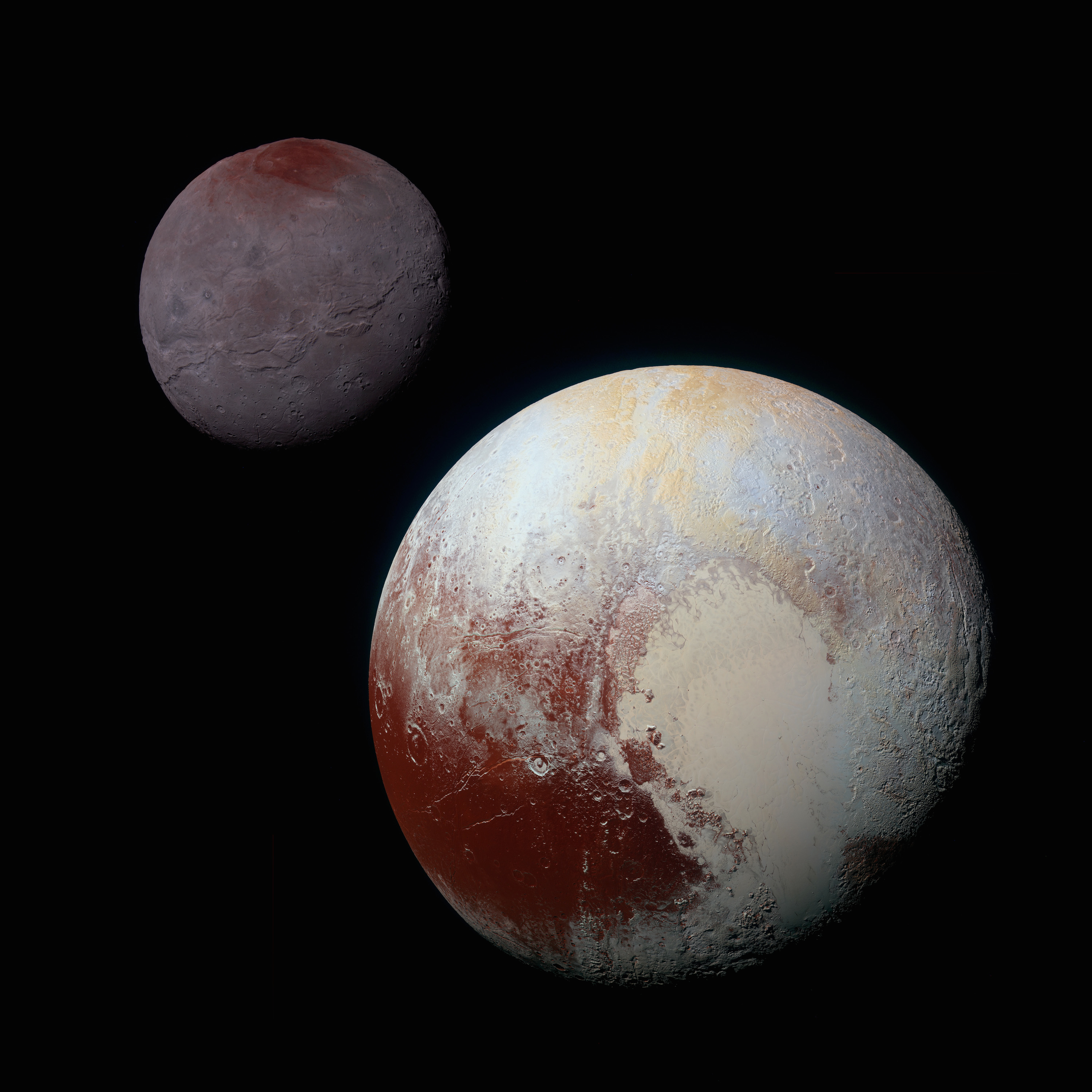
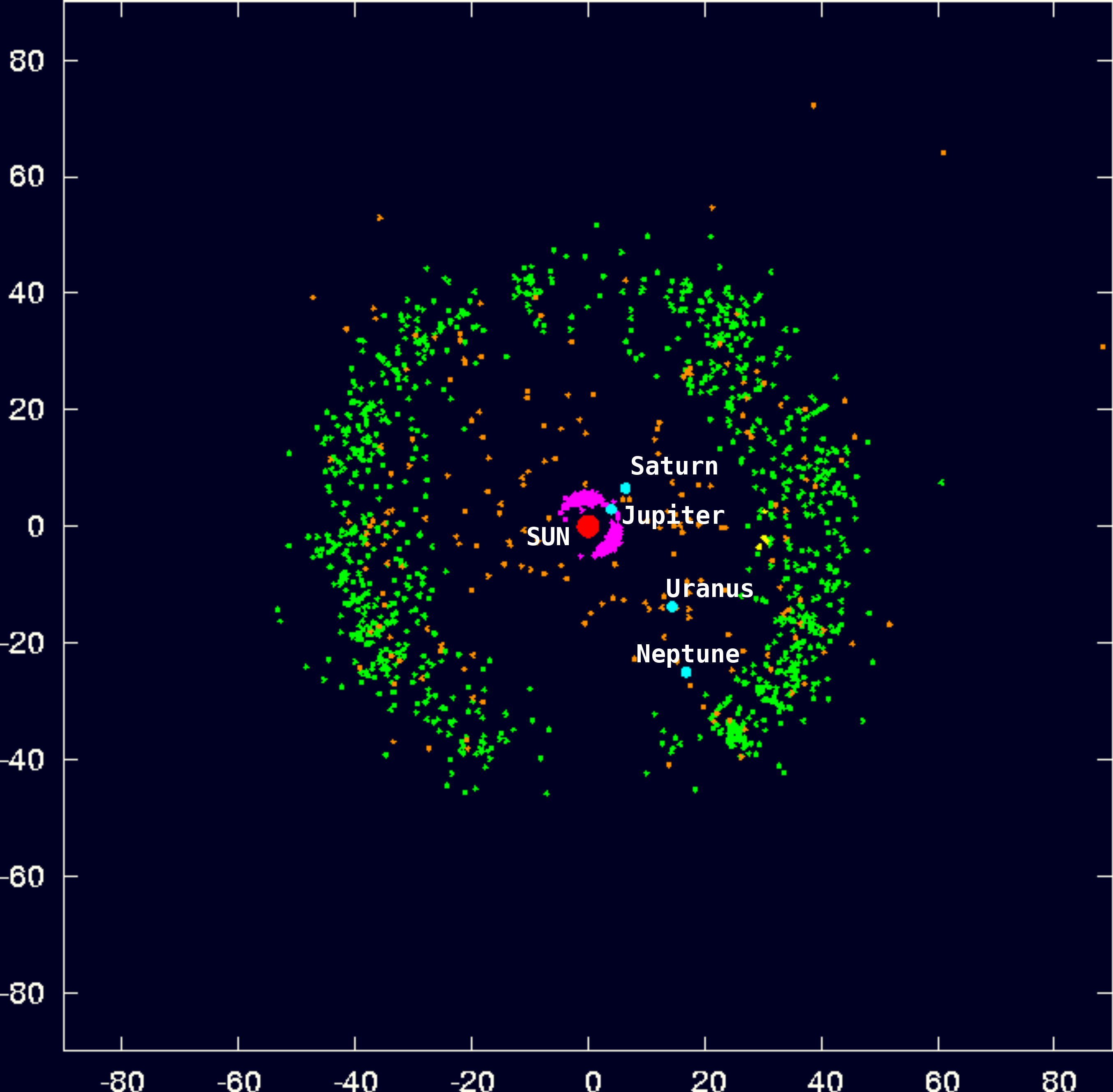
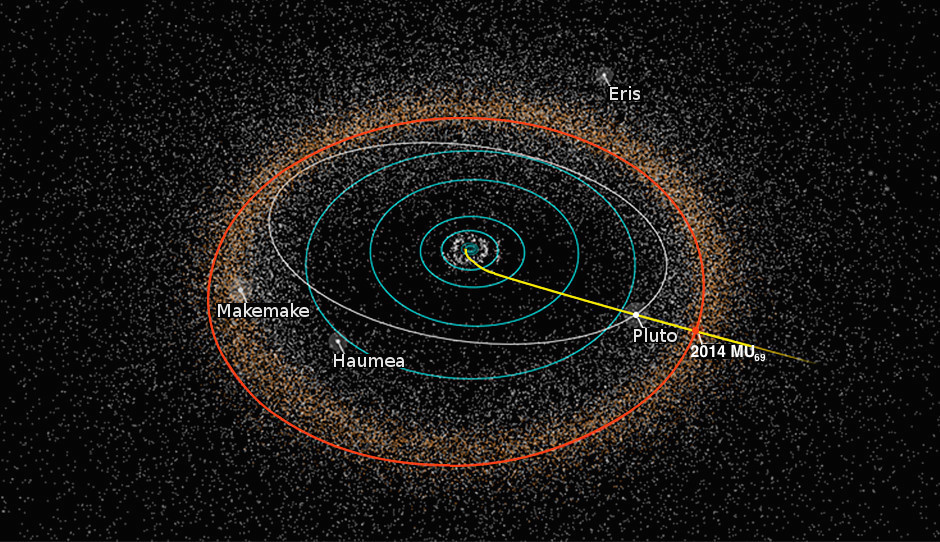